# Timirkan Mafadzokov
Timirkan Aliyevich Mafadzokov (tiếng Nga: Тимиркан Алиевич Мафадзоков; sinh ngày 9 tháng 2 năm 1998) là một cầu thủ bóng đá người Nga thi đấu cho FC Znamya Truda Orekhovo-Zuyevo.

## Sự nghiệp câu lạc bộ
Anh có màn ra mắt tại Giải bóng đá chuyên nghiệp quốc gia Nga cho FC Znamya Truda Orekhovo-Zuyevo vào ngày 4 tháng 8 năm 2016 trong trận đấu với F.K. Volga Tver.